# 시라카와역
시라카와역(일본어: 白河駅)은 일본 후쿠시마현 시라카와시에 있는 동일본 여객철도 도호쿠 본선의 역이다. 섬식 승강장 1면 2선을 가지는 지상역이며, 직영역인데도 불구하지만, 신시라카와역이 이 역을 관리한다.

## 타는 곳
| 1 | ■ 도호쿠 본선 | (상행) | 신시라카와 · 구로이소 · 우쓰노미야 방면 |
| 2 | ■ 도호쿠 본선 | (하행) | 고리야마 · 후쿠시마 · 센다이 방면       |

## 이용 현황
| 연도     | 하루 평균 승차 인원 |
| 2000년도 | 942명               |
| 2001년도 | 911명               |
| 2002년도 | 880명               |
| 2003년도 | 878명               |
| 2004년도 | 867명               |
| 2005년도 | 850명               |
| 2006년도 | 811명               |
| 2007년도 | 787명               |
| 2008년도 | 743명               |
| 2009년도 | 686명               |
| 2010년도 | 643명               |
| -------- | ------------------- |

## 역 주변
- NTT 동일본 - 후쿠시마 · NTT 숍.
- 시라카와 시청
- 시라카와 시민회관
- 후쿠시마 현 시라카와 합동 청사
- 시라카와 세무서
- 마이타운 시라카와
- 후쿠시마 지방 재판소 · 가정 재판소 시라카와 지부
- 시라카와 간이 재판소
- 후쿠시마 지방 법무국 시라카와 지국
- 일본연금기구 시라카와 연금 사무소
- 아부쿠마강
- 종합운동공원 · 주오 체육관
- 시라카와 시 문화 센터
- 시라카와 시 역사 민속 자료관
- 국도 제4호선
- 국도 제289호선
- 국도 제294호선

## 인접 정차역
| 도호쿠 본선              | 도호쿠 본선   | 도호쿠 본선          |
| ------------------------ | ------------- | -------------------- |
| 신시라카와 구로이소 방면 | ■ 도호쿠 본선 | 구타노 후쿠시마 방면 |